# Фабьяньский, Лукаш
Лу́каш Ма́рек Фабья́ньский (пол. Łukasz Marek Fabiański; род. 18 апреля 1985[…], Костшин-над-Одрой, Гожувское воеводство) — польский футболист, вратарь, игрок «Вест Хэм Юнайтед». Выступал за национальную сборную Польши.

## Клубная карьера

### Начало карьеры
Лукаш Фабьяньский начал свою карьеру, играя за польский футбольный клуб «Полония». В возрасте 14 лет поступил в футбольную академию MSP Szamotuły. В сезоне 2004/05 подписал контракт с польским клубом «Лех».

### Польша
Первым клубом Экстракласы, с которым Лукаш Фабьяньский заключил контракт, был «Лех» из города Познань, однако в официальных матчах Фабьяньский не выступал. В 2005 году он подписал соглашение с варшавской «Легией», где стал игроком основного состава, чемпионом страны, а также был признан лучшим вратарём чемпионата Польши сезонов 2005/06 и 2006/07.

### «Арсенал»
26 мая 2007 года Лукаш Фабьяньский подписал контракт с лондонским «Арсеналом». Дебют состоялся в матче с «Шеффилд Юнайтед» в рамках Кубка Английской лиги. В том матче «Арсенал» забил три безответных мяча в ворота соперника. Однако в полуфинале «канониры» потерпели сокрушительное поражение от принципиального соперника — «Тоттенхэма» — с общим счётом 2:6 по сумме двух встреч (1:1 дома и 1:5 в гостях). Фабьяньский отыграл в обеих этих встречах.
Один из самых известных матчей с его участием — матч Лиги Чемпионов между «Порту» и «Арсеналом». На 11-й минуте Фабияньский после неточной передачи соперника с фланга отбил мяч в свои ворота, а во втором тайме Лукаш забрал мяч в руки после передачи одноклубника Сола Кэмпбелла. Арбитр той встречи Мартин Ханссон назначил свободный удар в штрафной «Арсенала», позволив быстро разыграть мяч футболистам «Порту». Фабьяньский был не готов к такому повороту событий, и в результате пропустил второй гол, а португальцы выиграли 2:1. В конце сезона из-за травмы основного голкипера Мануэля Альмунии Фабьяньский стал первым номером «Арсенала». До конца сезона оставалось 4 игры — с «Уиганом», «Манчестер Сити», «Блэкберном» и «Фулхэмом». В гостевом матче с «Уиганом» Фабьяньский пропустил 3 гола за последние 10 минут, причём «канониры» вели в счете 0:2, а второй гол в их ворота был забит после его явной ошибки. Однако Фабьяньский отыграл «на ноль» в матчах с «Манчестер Сити» и «Фулхэмом». По окончании сезона «Арсенал» занял третье место в таблице Английской Премьер Лиги.
Сезон 2010/11 Фабьяньский начал в качестве второго голкипера «Арсенала». Дебют вратаря в новом сезоне состоялся 21 сентября в гостевом матче Кубка Английской лиги против «Тоттенхэма». «Канониры» победили 4:1 в дополнительное время, а единственный гол «шпор» из офсайда забил Робби Кин. После игры Лукаш сказал, что он разочарован своей игрой. А через неделю Фабьяньский сыграл в матче Лиги чемпионов против белградского «Партизана». В ходе игры голкипер отбил удар Клео с пенальти, а на последних минутах отбил опаснейший удар Илича, что позволило его команде одержать победу 3:1. 3 октября Фабьяньский сыграл в матче против «Челси» на «Стэмфорд Бридж». В ходе игры он несколько раз спасал свои ворота, однако не имел шансов спасти свою команду после ударов Дидье Дрогба и Алекса.
Первый матч «на ноль» в новом сезоне голкипер провел в победной для его команды игре против «Манчестер Сити» (3:0), несколько раз блестяще спасая свою команду. Впоследствии Лукаш был признан болельщиками лучшим игроком матча, а главный тренер «Арсенала» Арсен Венгер заявил, что Фабьяньский имеет все шансы стать первым голкипером клуба.

### «Суонси Сити»
29 мая 2014 года было объявлено о том, что Фабьяньский в качестве свободного агента присоединится к другому клубу Премьер-лиги «Суонси Сити» после того, как его контракт с «Арсеналом» истечёт 1 июля. Сам польский голкипер заявил по этому поводу, что основной причиной, подтолкнувшей его к решению сменить клуб являлось желание стабильного места в основе команды.
Дебют Лукаша за «Суонси» состоялся 16 августа в гостевом матче-открытии сезона против «Манчестер Юнайтед» на «Олд Траффорд». В тот день команда из Уэльса одержала победу со счётом 2:1. В декабре 2014 года в игре против «Вест Хэм Юнайтед» Фабьяньский был удалён с поля за фол на нападающем соперника Диафра Сако, а встреча завершилась поражением валлийского клуба со счетом 1:3.
11 мая 2015 года поляк вышел в старте, отыграл «на ноль» и был признан лучшим игроком в матче против бывшей команды, «Арсенала», на «Эмирейтс», а игра завершилась с минимальной победой «Суонси» 0:1.
6 июля Лукаш Фабьяньский подписал новый четырёхлетний контракт со «Суонси». Таким образом, соглашение голкипера с клубом в силе до июня 2019 года.
В сезоне 2017/18 Фабьяньский сыграл все 38 игр Премьер-лиги за «Суонси» и был признан игроком года в клубе болельщиками команды. Его выступления не помогли клубу завершить сезон выше 18 места, которое привело валлийский клуб к вылету в Чемпионшип Английской футбольной лиги.

### «Вест Хэм Юнайтед»
20 июня 2018 года клуб Премьер-лиги «Вест Хэм Юнайтед» объявил о трансфере Фабьяньского за 7 миллионов фунтов стерлингов. Он подписал с клубом трёхлетний контракт. Фабьяньский стал первым поляком, сыгравшим за основной состав «Вест Хэма» и не пропустил ни одного матча Премьер-лиги в сезоне 2018/19. По итогам сезона был признан лучшим игроком года в клубе.
В сентябре 2019 года он получил серьёзную травму бедра.
В марте 2021 года Фабьяньский продлил контракт с «Вест Хэм» до июня 2022.
12 января 2022 года Лукаш провел свой 300-й матч в Премьер-лиге, одержав победу в игре с «Норвич Сити», и стал первым польским футболистом, достигшим этой отметки.
25 февраля 2023 года, отыграв все матчи чемпионата, Фабьяньский получил травму лица в игре с «Ноттингем Форест». Его заменил Альфонс Ареола на 69-й минуте.

## Карьера в сборной
Первый матч за сборную Фабьяньский провел в составе молодёжной в сборной Польши (до 21 года). За взрослую команду Лукаш дебютировал в товарищеском матче со сборной Саудовской Аравии 29 марта 2006 года. Он также был третьим вратарём сборной на ЧМ-2006 в Германии, однако он не сыграл ни одного матча в Германии, а Польша заняла третье место в группе и, соответственно, покинула турнир. Следующую игру за сборную Фабьяньский провёл в отборочном цикле Евро-2008, 21 ноября 2007 года, отыграв все 90 минут против сборной Сербии (2:2). В сентябре 2008 Фабьяньский был призван заменить дисквалифицированного голкипера поляков Артура Боруца в матчах против сборных Сан-Марино и Словении. Также Лукаш принял участие во второй встрече с Сан-Марино в апреле 2009. Все остальные игры за сборную голкипера были товарищескими.

## Достижения

### Командные
«Легия»
- Чемпион Польши: 2005/06

«Арсенал»
- Обладатель Кубка Англии: 2013/14

«Вест Хэм Юнайтед»
- Победитель Лиги конференций УЕФА: 2022/23

### Личные
- Футболист года в Польше: 2018
- Лучший вратарь чемпионата Польши: 2006, 2007
- Игрок года ФК «Суонси Сити»: 2017/18
- Игрок года ФК «Вест Хэм Юнайтед»: 2018/19